# Condé-sur-Suippe
Condé-sur-Suippe és un municipi francès situat al departament de l'Aisne i a la regió dels Alts de França. L'any 2007 tenia 245 habitants.

## Demografia

### Població
El 2007 la població de fet de Condé-sur-Suippe era de 245 persones. Hi havia 100 famílies de les quals 24 eren unipersonals (16 homes que vivien sols i 8 dones que vivien soles), 40 parelles sense fills i 36 parelles amb fills.
La població ha evolucionat segons el següent gràfic:
Habitants censats

### Habitatges
El 2007 hi havia 110 habitatges, 99 dels quals eren l'habitatge principal de la família, 9 eren segones residències i 2 estaven desocupats. Tots els 109 habitatges eren cases. Dels 99 habitatges principals, 77 estaven ocupats pels seus propietaris, 16 estaven llogats i ocupats pels llogaters i 6 estaven cedits a títol gratuït; 1 tenia una cambra, 5 en tenien dues, 13 en tenien tres, 27 en tenien quatre i 53 en tenien cinc o més. 75 habitatges tenien, pel cap baix, una plaça de pàrquing. A 45 habitatges hi havia un automòbil i a 41 n'hi havia dos o més.

### Piràmide de població
La piràmide de població, per edats i sexe, el 2009 era:
| Homes | Edats   | Dones |
| ----- | ------- | ----- |
| 4     | 95 o +  | 0     |
| 0     | 90 a 94 | 0     |
| 0     | 85 a 89 | 0     |
| 4     | 80 a 84 | 0     |
| 8     | 75 a 79 | 0     |
| 4     | 70 a 74 | 12    |
| 4     | 65 a 69 | 8     |
| 4     | 60 a 64 | 4     |
| 8     | 55 a 59 | 4     |
| 12    | 50 a 54 | 0     |
| 16    | 45 a 49 | 28    |
| 12    | 40 a 44 | 4     |
| 4     | 35 a 39 | 12    |
| 12    | 30 a 34 | 4     |
| 0     | 25 a 29 | 8     |
| 8     | 20 a 24 | 4     |
| 20    | 15 a 19 | 20    |
| 8     | 10 a 14 | 16    |
| 12    | 5 a 9   | 4     |
| 0     | 0 a 4   | 12    |

## Economia
El 2007 la població en edat de treballar era de 162 persones, 115 eren actives i 47 eren inactives. De les 115 persones actives 103 estaven ocupades (60 homes i 43 dones) i 13 estaven aturades (5 homes i 8 dones). De les 47 persones inactives 14 estaven jubilades, 17 estaven estudiant i 16 estaven classificades com a «altres inactius».

### Ingressos
El 2009 a Condé-sur-Suippe hi havia 100 unitats fiscals que integraven 245 persones, i la mediana anual d'ingressos fiscals per persona era de 18.925 €.

### Activitats econòmiques
Dels 11 establiments que hi havia el 2007, 1 era d'una empresa alimentària, 1 d'una empresa de fabricació d'altres productes industrials, 3 d'empreses de construcció, 2 d'empreses de comerç i reparació d'automòbils, 1 d'una empresa de transport i 3 d'empreses de serveis.
Els 2 serveis als particulars que hi havia el 2009 eren fusteries.
L'any 2000 a Condé-sur-Suippe hi havia 4 explotacions agrícoles.

## Equipaments sanitaris i escolars
El 2009 hi havia una escola elemental.

## Poblacions més properes
El següent diagrama mostra les poblacions més properes.